# Iva 85
Iva 85 è il ventisettesimo album in studio della cantante italiana Iva Zanicchi, pubblicato nel 1984.

## Il Disco
(Iva Zanicchi, Solo più che mai)
Conclusasi da qualche mese l'esperienza sanremese, nell'ottobre del 1984 Iva partecipa alla terza edizione del programma televisivo Premiatissima. 
Lo spettacolo, il primo varietà televisivo della nascente Canale 5, ripropone al pubblico una competizione musicale, attraverso la celebre formula di Canzonissima, tuttavia i cantanti in gara di questa edizione non presentano canzoni proprie ma brani di altri artisti.
La finale va in onda il 29 gennaio 1985, per cui la cantante si appresta a pubblicare Iva 85, un minialbum che raccoglie le canzoni, tutte cover, presentate durante il varietà televisivo.

## Tracce
1. Sola più che mai (Strangers in the Night) - 3:10 - (C. Singleton-E. Snyder-E. Parazzini-B. Kaempfert)
2. La notte - 3:20 - (Salvatore Adamo)
3. Al cuore bang bang - 3:35 - (Sonny Bono-Cristiano Malgioglio)
4. A chi - 2:48 - (Mogol-J. Crane-A. Jacobs)
5. Ti amo - 3:44 - (Giancarlo Bigazzi-Umberto Tozzi)
6. Va pensiero - 3:55 - (R. Ferri-Giuseppe Verdi)